# Никитиха (Вологодская область)
Никитиха — деревня в Тарногском районе Вологодской области.
Входит в состав Заборского сельского поселения, с точки зрения административно-территориального деления — в Лохотский сельсовет.
Расстояние до районного центра Тарногского Городка по автодороге — 26 км, до центра муниципального образования Красного по прямой — 11 км. Ближайшие населённые пункты — Дуброва, Антипинская, Конашевская, Плошиловская.
По переписи 2002 года население — 25 человек (12 мужчин, 13 женщин). Всё население — русские.